# Brandenburgi kapu
A Brandenburgi kapu Berlin központjában levő korai klasszicista építmény, a város és egyben Németország jelképe. A kaput Carl Gotthard Langhans vezetésével építették 1788–1791 között II. Frigyes Vilmos porosz király rendeletére, és az idők során több olyan eseménynek tanúja volt, amelyek nemcsak Berlin és Németország, hanem Európa és a világ 20. századi történelme szempontjából is fontosak.
A Brandenburgi kapu és a Pariser Platz az Unter den Linden út végén találhatóak. A kapu nyugati oldalán a Platz des 18. März-ről induló Straße des 17. Juni a Tiergarten parkot szeli át.

## Leírása

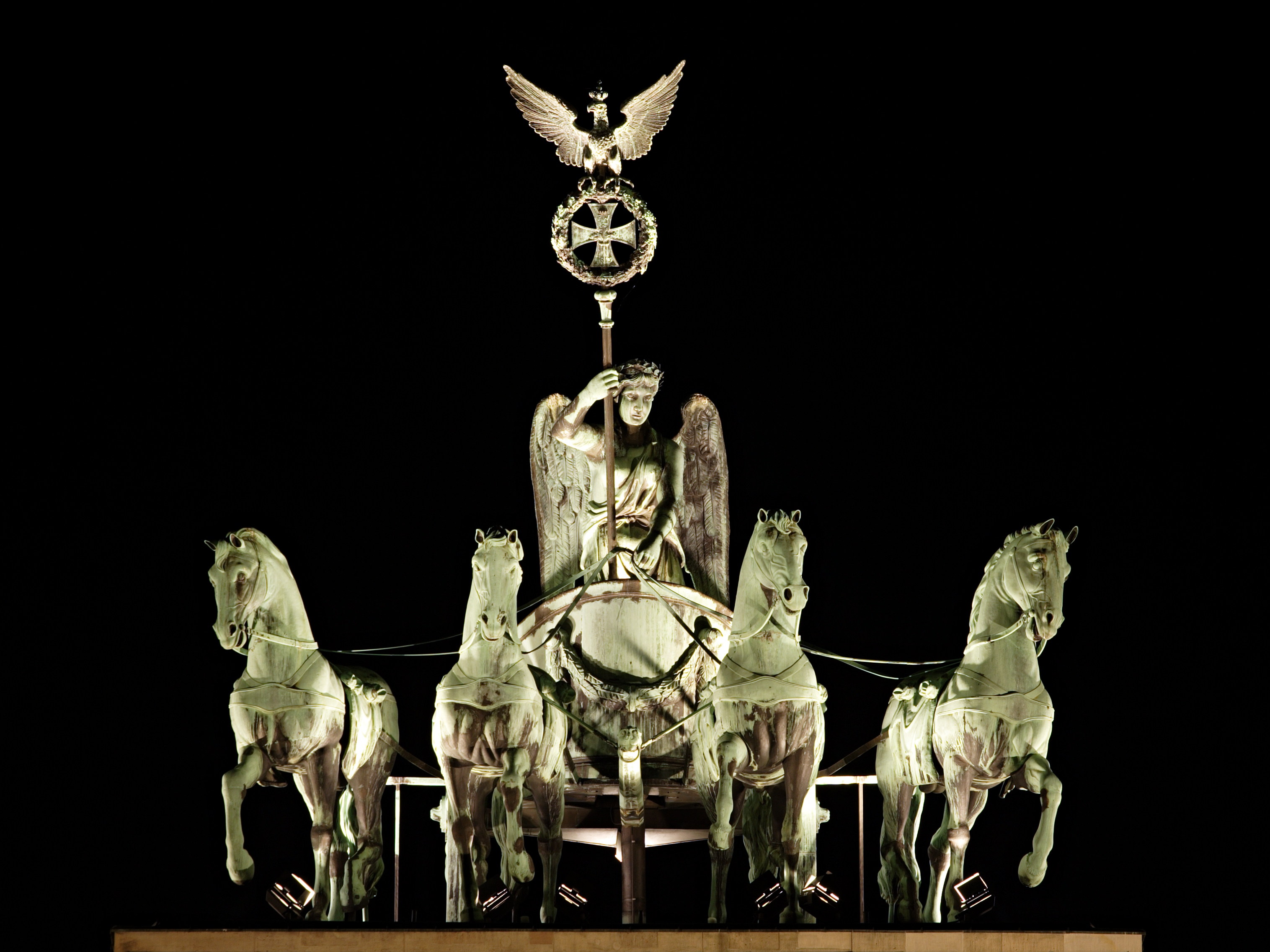
A Quadriga éjjel

A Brandenburgi kapu 26 méter magas, 65,5 méter széles és 11 méter mély klasszicista homokkő-építmény, amelyet az athéni akropoliszbeli Propülaia mintájára alakítottak ki. A kapunak két kapuháza és öt kapunyílása van, amelyek közül a középső valamivel szélesebb. Mindkét oldalon hat-hat 15 méter magas dór oszlop áll, amelyek kannelúrája ión stílusú. Az oszlopok átmérője a talapzatnál 1,75 méter. Az attika és a kapunyílások belseje domborművekkel díszített, amelyek többek között Héraklész munkáit ábrázolják. A két kapuházban Mars és Minerva hatalmas szobrai állnak.
A kapu két oldalán egykor a katonai őrség és az adószedők őrházai álltak. A berlini vámfal 1867-68-as lebontásakor a Schinkel-iskolához tartozó Heinrich Strack nyitott oszlopcsarnokokat helyezett el a helyére, amelyek stílusukban a kaput követték.
A kaput a Johann Gottfried Schadow által készített öt méter magas bronzszobor koronázza, amely a győzelem szárnyas istennőjét ábrázolja, ahogy a négylovas szekerén (quadriga) behajt a városba.

## Története

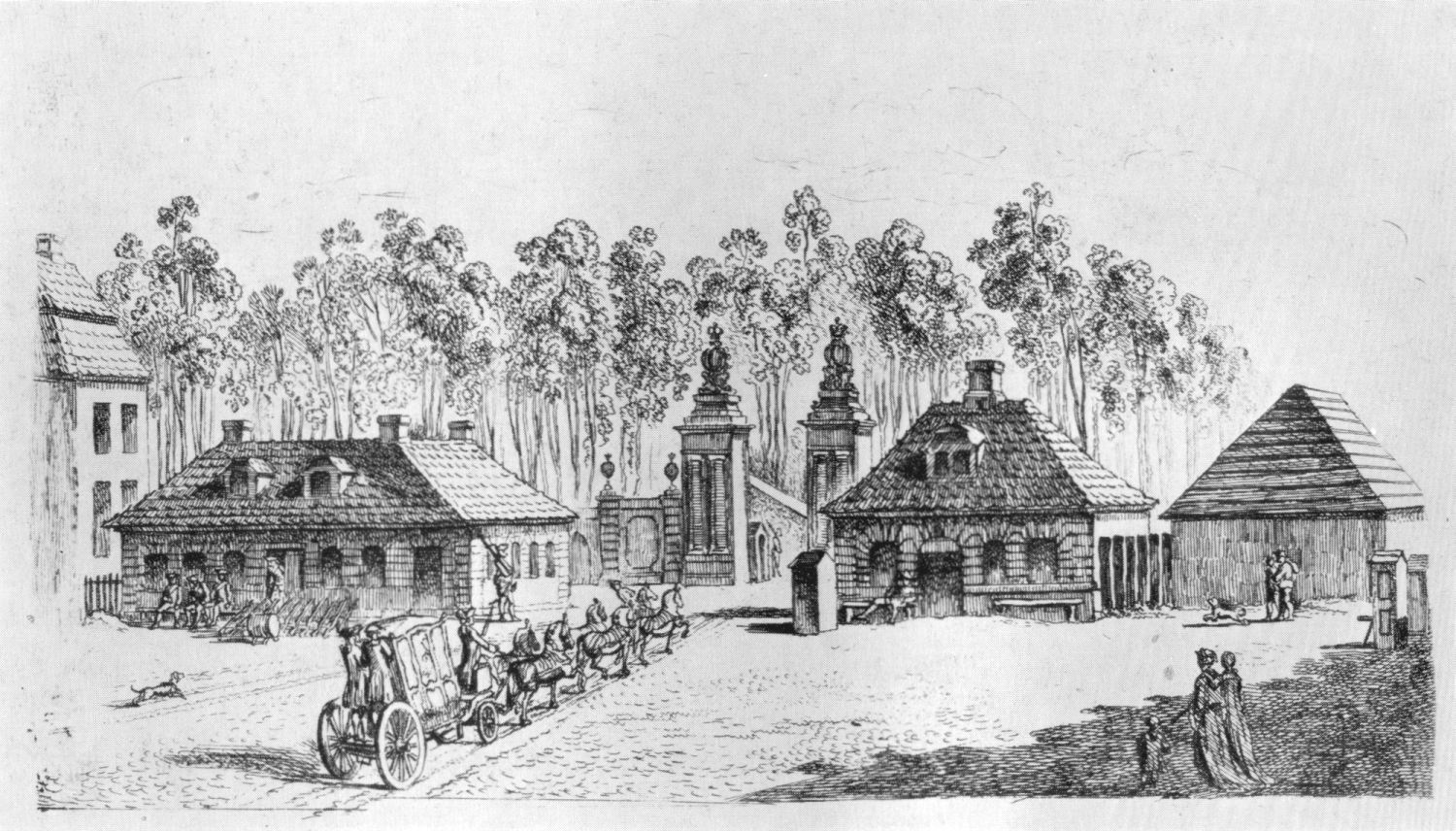
A Brandenburgi kapu 1764-ben

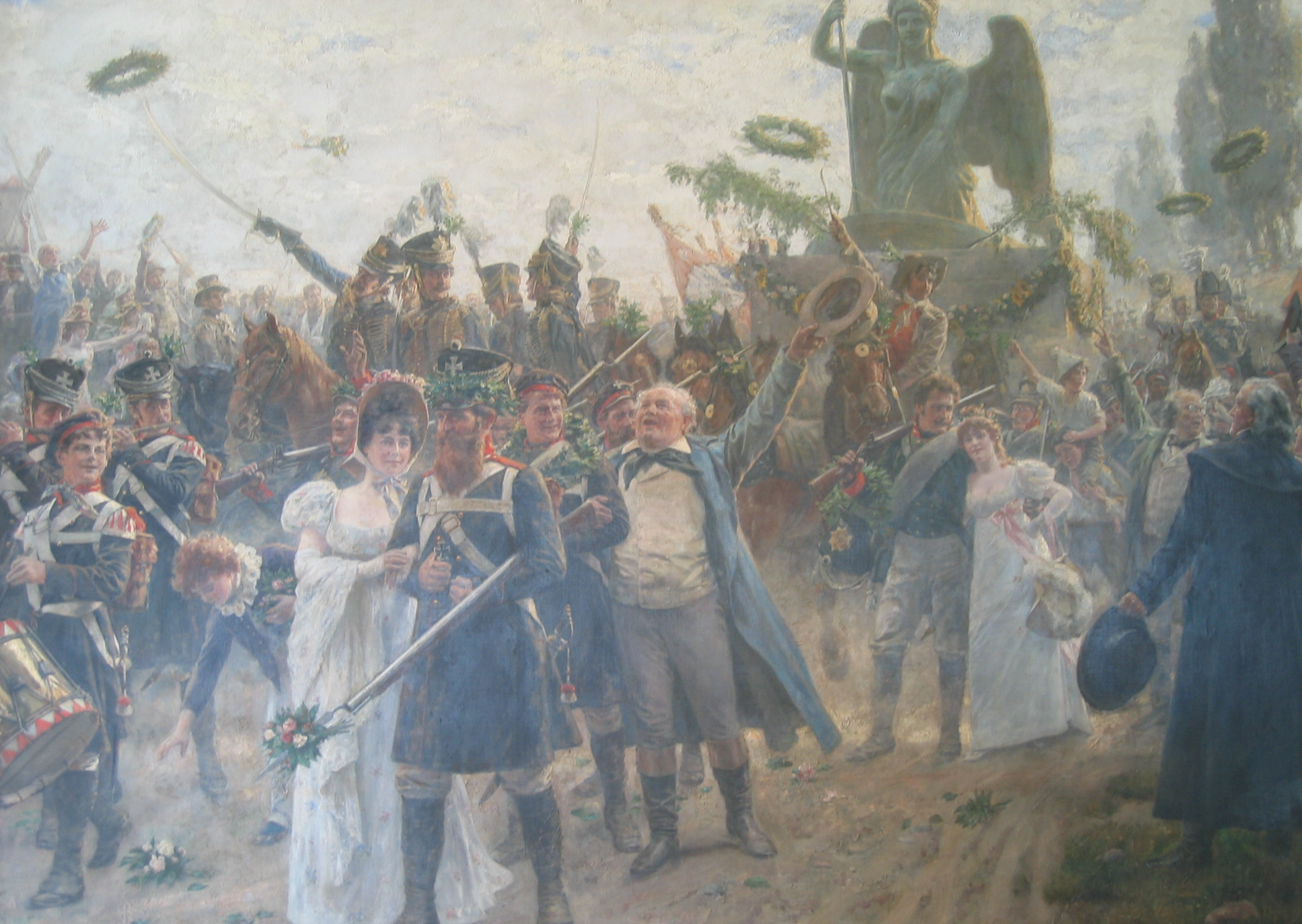
A quadriga visszatérése, 1814

Az 1734-ben épült berlini vámfal a mai Brandenburgi kapu elődjének tekinthető. A fal és a Brandenburgi kapu építésekor II. Frigyes Vilmos porosz király átalakíttatta a városkaput, így állítva emléket elődje, a nem sokkal korábban elhunyt II. Frigyes porosz király háborúinak. 1793-ban helyezték el a kapu tetejére Johann Gottfried Schadow alkotását, a quadrigán álló Nikével.
1806-ban a jénai csata után Napóleon Párizsba hurcolta a quadrigát, de még mielőtt ott felállíthatták volna, a császár hatalma véget ért. Párizs bevételekor Ernst von Pfuel tábornok lett a francia főváros egy részének a parancsnoka. Neki köszönhetik a berliniek, hogy a győzelem istennője ismét visszatérhetett a Brandenburgi kapu tetejére. 1814-ben Blücher csapatai ládákba csomagolták a szobrot és visszaszállították Berlinbe, ahol azután restaurálták. Ekkor került az új hatalmi jelkép, a tölgykoszorún ülő porosz koronás sas az istennő botjára, a Schinkel által javasolt vaskereszt kiegészítéseként. Az 1860-as években a vámfal lebontásakor majdnem mindegyik városkaput lebontották; jelenleg csak a Brandenburgi kapu áll.
1918-ig, II. Vilmos német császár lemondásáig a kapu középső átjáróját kizárólag a császári család tagjai, az ő személyes vendégeik, illetve a Pfuel család tagjai használhatták. 1933. január 30-án az SA a Brandenburgi kapun áthaladó fáklyásmenettel ünnepelte a nemzetiszocialisták hatalomrajutását. A második világháború alatt a quadrigáról gipszlenyomatot vettek. Berlin ostroma során, miután a quadrigára vörös zászló került, a német katonák többször ágyúval rálőttek és a szobor súlyos károkat szenvedett. Csak egyetlen lófej maradt meg az eredeti szoborcsoportból; ez ma az egyik berlini múzeumban látható. Az oldalépületek is súlyosan megsérültek. 1956. szeptember 21-én a berlini városvezetés elhatározta, hogy a városkaput újra felépítik. A heves viták és kölcsönös szemrehányások ellenére Berlin mindkét fele részt vett az újjáépítésben, amely 1957. december 14-én fejeződött be. A kelet-berlini városi tanács azonban az újrafelállítás előtt eltávolíttatta a vaskeresztet és a sast a quadrigáról, mivel ezeket a porosz militarizmus szimbólumának tekintették.

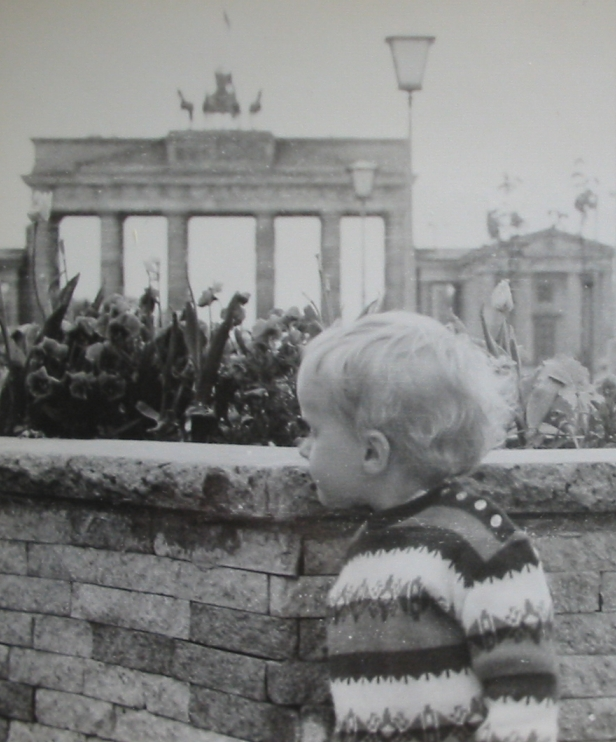
A Brandenburgi kapu 1968-ban a keleti oldalon. Eddig lehetett megközelíteni a látogatóknak a kaput. A virágokkal díszített „Baby-Wall”

1961. augusztus 13-a, a berlini fal felépítése után a kapu a lezárt zóna közepére került és sem keletről, sem nyugatról nem lehetett áthaladni rajta. Nyugati irányból csak 40-60 méterre, az ott álló falig lehetett megközelíteni, de a fal miatt rossz rálátással. Keleti irányban a kaputól 170 méterre lezárt kordon húzódott, azon belül tiltott zóna volt, ahol csak a keletnémet határőrök tartózkodhattak, így a kapu évtizedeken keresztül senkiföldjének minősült. A későbbi államelnök, Richard von Weizsäcker találóan jegyezte meg a hidegháború idején: „Amíg a Brandenburgi kapu zárva, addig a német kérdés nyitva marad.“.
1987. június 12-én Ronald Reagan amerikai elnök a következőket mondta egy berlini látogatása során a Brandenburgi kapu előtt: Mr. Gorbachev, open this gate! Mr. Gorbachev, tear down this wall! (Gorbacsov úr, nyissa ki ezt a kaput! Gorbacsov úr, döntse le ezt a falat!).
28 évvel a fal építése után, 1989. december 22-én a Brandenburgi kaput 100 000 ünneplő ember jelenlétében újra megnyitották.
Az 1989-1990 szilveszter éjjelén súlyosan károsodott quadrigát 1991-ben ismét restaurálták és ekkor visszakapta a vaskeresztet a sassal. A homokkőből készült kapu a környezeti ártalmak miatt szintén rászorult az átfogó restaurálásra . A 22 hónapos munka után a kapu ünnepélyes leleplezése 2002. október 3-án történt meg újra.
Az 1990-es években Berlinben állandó vita tárgya volt, a kaput meg kell-e nyitni az autóforgalomnak. A nyitás elleni érvek között a legfontosabb az volt, hogy a kipufogógázok károsítanák a homokkőből épült kaput. Jelenleg a kapu le van zárva a gépjárműforgalom elől.
A német 10, 20 és 50 centes euróérmék hátoldalán a Brandenburgi kapu látható, mint a megosztottság és egység jelképe.
2023-ban a Brandenburgi kapunál fogadták III. Károly angol királyt. Szeptember 17-én az Utolsó Nemzedék nevű szervezet klímaaktivistái festékszóróval fújták le az építmény hat oszlopát.

## Jelentősége
A Brandenburgi kapu jelentette a határt Kelet-Berlin és Nyugat-Berlin között és egyúttal a Varsói Szerződés és a NATO országai között. A német újraegyesítésig a hidegháború jelképe volt, majd 1990 után Németország és Európa újraegyesítésének szimbóluma lett.

## Fordítás
- Ez a szócikk részben vagy egészben  a   Brandenburger Tor című német Wikipédia-szócikk ezen változatának fordításán alapul.  Az eredeti cikk szerkesztőit annak laptörténete sorolja fel. Ez a jelzés csupán a megfogalmazás eredetét és a szerzői jogokat jelzi, nem szolgál a cikkben szereplő információk forrásmegjelöléseként.